# Tornado Alley

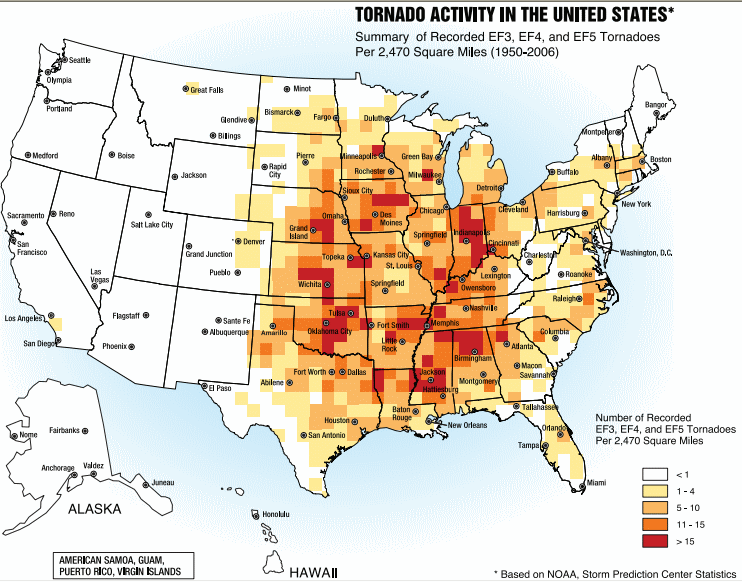
Frecuencia de tornados fuertes (≥EF3) en los Estados Unidos.

Tornado Alley (traducido en español como El Callejón de los Tornados) es un término coloquial usado en Estados Unidos para designar a un amplio territorio del país en donde se tiene las mejores condiciones para la formación de tornados que se encuentran en áreas como: el norte de Texas, Louisiana, Oklahoma, Arkansas, Kansas, Illinois, Indiana, Nebraska, Dakota del Sur, Dakota del Norte, Minnesota, Wisconsin, Iowa, Misuri, Montana, Ohio y partes orientales de Colorado, Nuevo México, Kentucky, Tennessee y Wyoming. El área de las Grandes Llanuras es relativamente plana y esto permite que el frío aire polar de Canadá se encuentre con el cálido aire tropical del golfo de México. Cuando estas dos masas de aire se encuentran, es cuando se forman la mayoría de los más poderosos tornados. Aunque no existe una delimitación oficial, esta zona estaría comprendida entre las montañas Rocosas y los montes Apalaches.

## Definición
El Servicio Meteorológico Nacional de EE. UU., dependiente de la NOAA, no maneja ninguna definición del Tornado Alley, por lo que no existe oficialidad al respecto. Según el Laboratorio Nacional para las Tormentas Severas, el origen y difusión del término procedería de los medios de comunicación, los cuales lo utilizan sin ningún criterio científico para designar a un amplio territorio con límites poco definidos en donde son frecuentes fenómenos meteorológicos de este tipo.

## Delimitación geográfica y temporal

Diagrama explicativo de los sistemas meteorológicos que contribuyen a una mayor frecuencia de tornados en el denominado Tornado Alley (en rojo).

Aunque no existe ningún estado totalmente a salvo de tornados, los registros meteorológicos concluyen que estos son mucho más habituales en las Grandes Llanuras comprendidas entre las Rocosas y los Apalaches, y de manera excepcional Florida. Texas es, estadísticamente, el estado con mayor número de tornados y muertes causados por estos de toda la Federación.
Los estados con mayor número de tornados de carácter fuerte (≥ a F3 en la escala de Fujita) son, de sur a norte, Texas, Oklahoma, Kansas, Nebraska, Kentucky, Iowa, Minnesota, Dakota del Sur y Dakota del Norte estados que abarca el Tornado Alley. Los estados más orientales pueden experimentar tornados fuertes, pero la frecuencia es menor.
La aparición de tornados va directamente relacionada con el choque de masas de aire de distintas características. Estadísticamente, los tornados son más frecuentes en el Tornado Alley entre los meses de abril y septiembre, lo que popularmente se conoce como temporada de tornados. En estos meses, la influencia de las masas cálidas originadas en el Golfo de México es mucho mayor y profunda hacia el norte. Sin embargo, durante el invierno los estados más meridionales permanecen bajo el influjo de estas masas de aire, hasta tal punto que registran las tasas más altas de tornados de todo el año.

## Efectos en la población
Según el Centro Nacional de Predicción de Tormentas, entre 1950 y 1997 se produjeron 13808 tornados en el Tornado Alley. Estos causaron 1132 muertos y miles de millones de dólares en daños materiales. El tratamiento mediático es notable en la zona del Tornado Alley, con un seguimiento detallado por parte de las televisiones locales sobre la previsión y evolución de las tormentas que pueden generar tornados. Además, existe una avanzada red de alertas de tornados manejada por el Servicio Meteorológico Nacional, con sirenas en los municipios para alertar a la población y refugios especialmente diseñados para estas catástrofes.

## Historia
Uno de los tornados más destructivos del Tornado Alley ocurrió en Moore, Oklahoma el 20 de mayo de 2013. Fue uno de los tornados más destructivos de los últimos tiempos, clasificado como EF5 y con vientos de hasta 512 km/h. El tornado recorrió más de 60 km en una hora y mató a casi 50 personas.
Otro tornado sumamente dañino fue el de Topeka, Kansas un EF5 que atravesó el centro de la ciudad en junio de 1966 matando a 18 personas, podría haber habido mayor cantidad de muertos, incluso hablan de 5.000 muertes si el tornado hubiera acontecido en hora punta. Otra serie de 33 tornados mató a 144 personas pero la peor parte se la llevó Waco, Texas ya que un tornado EF5 impactó la ciudad acabando con la vida de 114 personas.
El tornado EF5 de Fargo, Dakota del Norte en 1957, en mayo de 2007 el EF5 que azotó Greensburg, Kansas matando a 11 personas y generando daños millonarios. Son algunos de clásicos ejemplos del Tornado Alley, ya que es la zona en donde se producen la mayor cantidad de tornados y de los más violentos del mundo. La diferencia con respecto al Dixie Alley es que esta región es menos poblada por lo cual el número de impactos en zonas urbanas suele ser menor, así como la cantidad de víctimas. 
Empezar a tomar precaución

## Promedio anual de tornados por 10.000 mi² o cada 26.000km²
Estas cifras, informadas por el Centro Nacional de Datos Climáticos para el período comprendido entre 1991-2010, muestran los diecisiete estados de EE. UU. con el mayor número promedio de tornados por 10.000 mi² o 26.000 km²,esto no amerita que sean los únicos estados norteamericanos en los que se producen tornados.
- 1. Estado de Florida: 12,2
- 2. Estado de Kansas: 11,7
- 3. Estado de Maryland: 9,9
- 4. Estado de Illinois: 9,7
- 5. Estado de Mississippi: 9,2
- 6. Estado de Iowa: 9,1
- 7. Estado de Oklahoma: 9,0
- 8. Estado de Carolina del sur: 9,0
- 9. Estado de Alabama: 8,6
- 10. Estado de Luisiana: 8,5
- 11. Estado de Arkansas: 7,5
- 12. Estado de Nebraska: 7,4
- 13. Estado de Misuri: 6,5
- 14. Estado de Carolina del Norte: 6,4
- 15. Estado de Tennessee: 6,2
- 16. Estado de Indiana: 6,1
- 17. Estado de Texas: 5,9